# Maneater
"Maneater" ("Devoradora de Homens" em português) é uma canção pop escrita pela cantora luso-canadiana ("luso-canadense" no Brasil) Nelly Furtado para o seu terceiro álbum de estúdio, Loose (2006). Foi lançada como sendo o primeiro single do álbum em Maio de 2006. "Maneater" foi lançado na Europa e na Ásia, somente, mas, inesperadamente, "Maneater" foi re-lançada, e dessa vez mundialmente. A canção tornou-se o maior sucesso de Furtado no Reino Unido, tendo atingido a posição #1 na parada UK Singles Chart em 11 de Junho de 2006.

## Lista de faixas
German 2-Track Single
1. "Maneater" (Versão do rádio)
2. "Undercover"

German 4-Track Single / UK CD Single
1. "Maneater" (Versão do rádio)
2. "Undercover"
3. "Maneater" (Waata House Mix)
4. "Maneater" (Vídeo)

Australian CD Single
1. "Maneater" (Versão do rádio)
2. "Crazy" (Radio 1 Live Lounge Session)
3. "Maneater" (Josh Desi Remix)
4. "Maneater" (Vídeo)

## Estrutura e composição
"Maneater" é uma canção uptempo de eletro-rock que combina batidas da década de 1980, eletro-sintetizadores e música dance. A mídia encontrou certas comparações ao single "Maneater" da dupla Hall & Oates, lançado em 1982, que mais tarde Nelly citou como influência sobre a canção. "Maneater" possui o sample sombrio da canção de 1984 de The Eurythmics, "Here Comes The Rain Again".

## Paradas musicais e certificações
| Parada (2006)                           | Melhor posição |
| --------------------------------------- | -------------- |
| Alemanha - (Media Control Charts)       | 4              |
| Austrália - (ARIA Charts)               | 3              |
| Áustria - (Ö3 Austria Top 40)           | 3              |
| Bélgica - (Ultratop 50 Flandres)        | 9              |
| Bélgica - (Ultratop 50 Valônia)         | 4              |
| Canadá - (Canadian Hot 100)             | 5              |
| Dinamarca - (Tracklisten)               | 3              |
| Europa - (European Hot 100 Singles)     | 2              |
| Finlândia - (Finland's Official List)   | 7              |
| França - (SNEP)                         | 14             |
| Países Baixos - (Dutch Top 40)          | 11             |
| Hungria - (Rádiós Top 40)               | 40             |
| Hungria - (Single Top 10)               | 5              |
| Irlanda - (IRMA)                        | 2              |
| Itália - (FIMI)                         | 9              |
| Noruega - (VG-lista)                    | 3              |
| Nova Zelândia - (RIANZ)                 | 2              |
| Reino Unido - (UK Singles Chart)        | 1              |
| Chéquia - (IFPI)                        | 3              |
| Suécia - (Sverigetopplistan)            | 10             |
| Suíça - (Swiss Music Charts)            | 3              |
| Estados Unidos - Billboard Hot 100      | 16             |
| Estados Unidos - (Pop Songs)            | 13             |
| Estados Unidos - (Hot Dance Club Songs) | 1              |

| Parada (2006)                    | Posição |
| -------------------------------- | ------- |
| Australian Singles Chart         | 21      |
| Australian Urban Singles Chart   | 12      |
| Austrian Singles Chart           | 18      |
| Belgian Singles Chart (Flanders) | 44      |
| Belgian Singles Chart (Wallonia) | 19      |
| German Singles Chart             | 12      |
| Irish Singles Chart              | 12      |
| Swedish Singles Chart            | 45      |
| Swiss Singles Chart              | 9       |
| UK Singles Chart                 | 7       |

| País      | Certificação |
| --------- | ------------ |
| Austrália | Ouro         |
| Suécia    | Platina      |
| Suíça     | Ouro         |